# سعد تجار
سعد تجار (14 يناير 1986 في بجاية). هو لاعب كرة قدم جزائري ويلعب حاليا لنادي اتحاد الجزائر في الرابطة الجزائرية المحترفة الأولى لكرة القدم.

## مسيرته الكروية
أمضى أول عقد احترافي له مع نادي بارادو عام 2006 لمدة خمس سنوات.

### شبيبة القبائل
في يونيو 2009 تمت إعارة تجار إلى شبيبة القبائل لمدة موسم واحد مع إمكانية الانتقال النهائي، بشرط عدم تحقيق نادي بارادو الصعود.
في أول موسم له مع النادي القبائلي، سجل تجار ثلاثة أهداف في 23 مباراة، واحتل النادي المركز الثالث في البطولة.
و في 4 يونيو 2010، ضم شبيبة القبائل تجار نهائيا إلى صفوفه. وأمضى اللاعب عقدا احترافيا لمدة سنتين.
و في 29 أغسطس 2010، سجل هدفا ضد الأهلي في دور المجموعات من دوري أبطال أفريقيا لكرة القدم 2010 ليساهم في تحقيق فريقه المركز الأول المؤهل إلى النصف النهائي بعد تعادل الفريقين 1 – 1.

### اتحاد الجزائر
في 28 مايو 2012، أمضى تجار عقدا احترافيا لمدة سنتين مع النادي العاصمي بعد انتهاء العقد الدي كان يربطه مع شبيبة القبائل.

## مسيرته الدولية
في 18 أبريل 2010، لعب تجار أول مباراة رسمية له مع المنتخب المحلي كبديل ضد ليبيا في إطار تصفيات بطولة أمم أفريقيا للاعبين المحليين 2011.
في 12 أغسطس 2011، أستدعي تجار لالمنتخب الأول من طرف الناخب الجزائري وحيد خليلهودزيتش للمشاركة في المباراة ضد تنزانيا في إطار تصفيات كأس الأمم الأفريقية لكرة القدم 2012.

## الإنجازات
مع الأندية
- - شبيبة القبائل:
    - كأس الجمهورية الجزائرية 2011 (1): 2011.